# Frédéric Da Rocha
Frédéric Da Rocha (Cenon, 16 september 1976) is een Franse voetballer (middenvelder). Gedurende bijna heel zijn carrière speelde Da Rocha voor FC Nantes, waar hij ook de jeugdreeksen doorliep. Hij speelde er meer dan 450 wedstrijden en scoorde meer dan 50 goals. Hij sloot z'n profcarrière af bij US Boulogne. Sinds 2010 komt hij uit voor de amateurclub USJA Carquefou.
Zijn jongere broer, Bruno, was ook profvoetballer.